# Отрезов, Антон Валерьевич
Антон Отрезов (род. 24 августа 1988, Алма-Ата) — российский гандболист, левый полусредний польского клуба «Хробры» и сборной России.

## Карьера

#### Клубная
Антон Отрезов родился в Алма-Ате. Антон Отрезов начал свою профессиональную карьеру в клубе «Динамо-Виктор». Антон Отрезов выступал также за челябинский «Локомотив». В 2013 году Антон Отрезов вернулся в «Динамо-Виктор», где провёл один сезон. В 2014 году Антон Отрезов перешёл в «Чеховские медведи», в составе которого стал двукратным чемпионом России. В 2016 году Антон Отрезов снова вернулся в «Динамо-Виктор». Всего за «Виктор»
сыграл 348 матчей, в которых забросил в ворота соперников 1 535 мячей, став лучшим бомбардиром клуба.

#### В сборной
Антон Отрезов выступает за сборную России.

## Титулы
- Победитель чемпионата России: 2015, 2016

## Статистика
Статистика Антона Отрезова в сезоне 2018/19 указана на 25.9.2018
| Сезон        | Клуб              | Лига      | Матчи | Голы | 7-метр | Голы | передачи | перехваты |
| ------------ | ----------------- | --------- | ----- | ---- | ------ | ---- | -------- | --------- |
| 2014/15      | Чеховские медведи | Суперлига | 28    | 48   | 0      | 48   | 26       | 14        |
| 2015/16      | Чеховские медведи | Суперлига | 5     | 9    | 0      | 9    | 5        | 2         |
| 2016/17      | Динамо-Виктор     | Суперлига | 27    | 224  | 52     | 172  | 91       | 30        |
| 2017/18      | Динамо-Виктор     | Суперлига | 30    | 185  | 40     | 145  | 101      | 17        |
| 2018/19      | Динамо-Виктор     | Суперлига | 4     | 26   | 6      | 20   | 12       | 3         |
| 2014-по н.в. | Итого             | Суперлига | 94    | 492  | 98     | 394  | 230      | 66        |